# انعطف يسارا عند جلجامش (مسرحية)
انعطف يساراً عند جلجامش، هي مسرحية كتبها رونالد وينتر، حيث تتطور الحضارة فقط من خلال سلسلة من سوء الفهم.
تعد هذه المسرحية أول جهد كامل لوينستون، تتمحور قصتها حول ثلاث شخصيات تبذل جهدها لتوصل إحساس كل منها بالاغتراب. كما أنها قادرة على إلحاق (الأثر) وربما (التغيير) ببعضها البعض بالطريقة الصحيحة التي تؤدي إلى التنمية المتبادلة، في حين أن الأحاديث (الحوارات) الشعرية والمزاح السخيف له آثار مجازية، إلا أن العلاقات بين الشخصيات الثلاثة هي التي تلعب الدور الأكبر.
عرضت مسرحية "انعطف يساراً عند جلجامش" لأول مرة على خشبة مسرح ييل ريبيرتوري في 5 يناير 1989، وعرضت أيضا على المسارح خارج برودواي في 6 مارس 1990 على مسرح إنتار. المسرحية من إخراج ميك ستورم، وبطولة جيمي بندلتون في دور بوز، ومارك جولدفارب في دور ديل، ولورين هانكين في دور كيزي.